# 四声杜鹃
四声杜鹃（学名：Cuculus micropterus）为杜鹃科杜鹃属的鸟类，俗名快快割麦、光棍好过、豌豆八哥、关公好哭、得罪家婆。分佈於 印度次大陸 和 東南亞。 它的分佈範圍從 印度、孟加拉國、不丹、尼泊爾 和 斯里蘭卡 東至 印度尼西亞，北至 中國 和 俄羅斯。它是一種孤僻且害羞的鳥類，生活在海拔 3,600米（11,800英尺）以下的森林和開闊林地中。

## 描述
這是一種中等大小的杜鵑，兩性相似。其上部為灰色，而腹部則有寬闊的黑色橫紋。尾巴帶有橫紋，末端有一條寬闊的深色帶和白色尾尖。幼鳥的頭頂、下巴和喉部有白色標記，與深色的臉部形成對比。幼鳥顏色較棕，頭部和翅膀羽毛的末端有寬闊的白色尖端。眼圈呈灰色至黃色（這一特徵與 普通鷹鵑 共享）。虹膜顏色從淺棕色到紅色不等。雌鳥與雄鳥不同，喉部顏色稍淺灰，胸部和尾巴帶有更多的棕色。腹部的橫紋比雄鳥的窄。雛鳥的嘴巴內部為橙紅色，嘴裂邊緣呈黃色。
其叫聲響亮，包含四個音符。這些音符被記錄為"orange-pekoe", "bo-ko-ta-ko", "crossword puzzle" 或 "one more bottle"。在印度北部，繁殖季節中每2 km2（0.77 sq mi）就估計有一隻鳴聲的鳥。
它們以毛毛蟲和其他昆蟲為食，有時也吃水果。 它們通常在樹冠上層拾取昆蟲，有時會進行空中掠食飛行的白蟻，或偶爾在接近地面的地方懸停。

## 分類與系統學
一般認為存在兩個亞種。指名亞種分佈於大部分的亞洲大陸地區，而斯穆勒（1845）描述的小而深色的亞種concretus，則見於馬來半島、爪哇、蘇門答臘和婆羅洲。分佈於阿穆爾地區的鳥類體型較大，斯文豪在中國北部描述了一種亞種為Cuculus michieanus，而沃爾特·科爾茲則在印度東北部描述了一種亞種為fatidicus。

## 亚种
- 四声杜鹃指名亚种（学名：Cuculus micropterus micropterus）。分布于前苏联、朝鲜、印度、斯里兰卡、缅甸、泰国、马来半岛、菲律宾、印度尼西亚以及中国大陆的东北至甘肃以南各地、西至云南边境、海南等地。该物种的模式产地在喜马拉雅山脉地区。[5]

## 分佈與棲地
該物種在亞洲廣泛分佈，從 印度次大陸 向東延伸至 東南亞。北抵前苏联、东到日本、向南抵马来群岛以及中国大陆的东北至甘肃以南各地、西至云南边境、海南等地，
其首選的棲地是落葉林和常綠林，但也出現在花園地區和茂密的灌木叢中。
印度的部分族群在冬季遷徙南下，儘管在南部地區也有繁殖群落, 夜間或在燈塔處記錄到的標本也證實了這一點。 在俄羅斯阿穆爾地區的族群是遷徙性的。

## 行為與生態

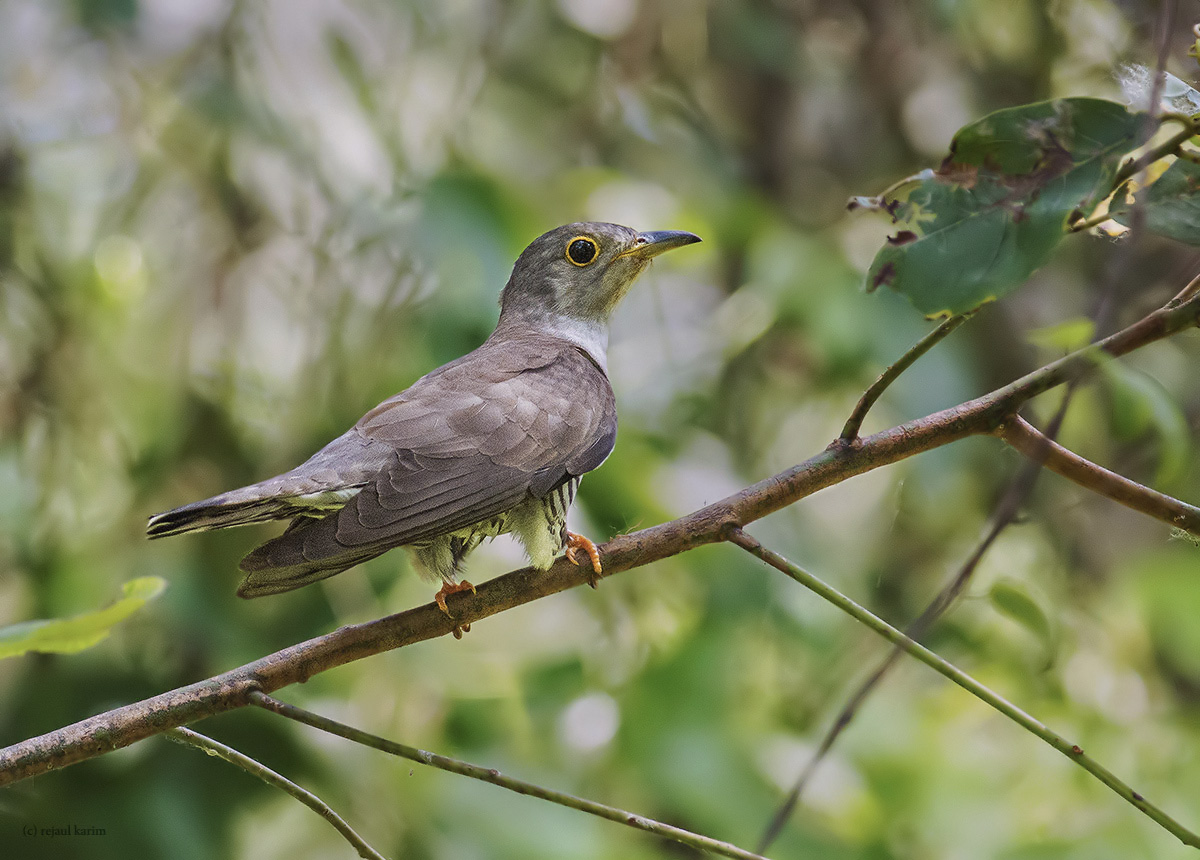
四聲杜鵑 巴爾佩塔, 阿薩姆邦

四聲杜鵑是巢寄生動物。在俄羅斯，雌鳥在繁殖季節會與特定的雄鳥配對。雄鳥轉移寄主對巢的注意力，為雌鳥提供下蛋的時間。 它通常在 黑卷尾 和 鴉科鳥類的巢中產下一枚蛋。在俄羅斯，紅尾伯勞 也被記錄為寄主。雌鳥在產蛋前會先移除並吃掉寄主巢中的一顆蛋。繁殖季節在中國北部為5月至7月，印度為3月至8月，緬甸為1月至6月，馬來半島為1月至8月。
寄主種類包括阿穆爾地區的紅尾伯勞（Lanius cristatus）、中國的大卷尾和Pica cyanea。在印度，它們被發現由黑卷尾和 灰卷尾 餵食。其他記錄的寄主包括 黑頭黃鸝,  紋背捕蛛鳥, 黑黃闊嘴鳥（Eurylaimus ochromalus） 和大盤尾（Dicrurus paradiseus）.
杜鵑的蛋在12天內孵化，而在阿穆爾地區的紅尾伯勞蛋需要15天。第三或第四天，幼鳥在受到觸摸時會彎曲背部並將其他蛋或雛鳥推出巢外。這種本能在很快之後便消失。

## 文化中的角色
其響亮的叫聲引發了許多文化解釋。在孟加拉語中，它被解釋為“বউ কথা কও （bou-kotha-kao）”，意為“新娘，請說話”。在北阿坎德邦和尼泊爾，它被表達為“kafal pako”，意指“kafal果實（Myrica esculenta）成熟了”，通常在5月到6月間叫聲增加的時候。它在馬拉雅拉姆語中被稱為“Vishupakshi”，其叫聲被解釋為“Kallan chakkayittu”，意為“小偷偷走了菠蘿蜜”。各地區間幾乎沒有變化。在印度的康格拉谷地，其叫聲被解釋為已故牧羊人的靈魂在說“我的羊在哪裡”。 在中國，叫聲被各種方式解釋為“不如歸去”、“光棍好苦”、“光棍好過”、“家婆打我”、“滑哥煲粥”、“豌豆八哥”、“豌豆包谷”、“快快割麥”、“阿公阿婆，割麥插禾”。 Soliga人用“ke:ta satto, makka ketto”的解釋來表示“克塔（一個人的名字）死了，他的兒子哭了”。 在越南，它的叫聲被解釋為“bắt cô trói cột”（字面意思為：“抓住女人，綁在柱子上”），源於可能起源於芒族的傳說。